# Conscious Party
A Conscious Party a Ziggy Marley & The Melody Makers harmadik albuma. 
1989-ben Grammy-díjat kapott.

## Számok
1. "Conscious Party" – 4:54
2. "Lee and Molly" – 4:27
3. "Tomorrow People" – 3:38
4. "New Love" – 3:41
5. "Tumblin' Down" – 4:01
6. "We a Guh Some Weh" – 3:51
7. "A Who a Say" – 3:33
8. "Have You Ever Been to Hell" – 5:22
9. "We Propose" – 4:34
10. "What's True" – 3:27
11. "Dreams of Home" – 4:54